# Колграсс, Майкл
Майкл Чарльз Колграсс (англ. Michael Charles Colgrass; 22 апреля 1932, Брукфилд, Иллинойс, США — 2 июля 2019, Торонто, Канада) — американский и канадский композитор, сочинявший классические и джазовые произведения. Лауреат Пулитцеровской премии (1978, за пьесу «Deja Vu») и «Эмми» (1982, за музыку к документальному фильму «Звуки: Музыка Майкла Колграсса»).

## Биография
Майкл Чарльз Колграсс — младший родился в 1932 году в пригороде Чикаго Брукфилде в семье иммигранта из Италии. Его отец американизировал свою итальянскую фамилию Колаграси, когда был профессиональным боксёром. Позже он работал почтмейстером. Его жена Энн Колграсс была домохозяйкой. В семье никто не занимался музыкой, а сам Майкл заинтересовался ей, посмотрев в 10 лет мюзикл «Побудка с Беверли», в котором ударник Рэй Бодак и контрабасист Боб Хаггарт исполняют джазовую композицию «Big Noise from Winnetka». После этого мальчик решил стать джазовым ударником. На свою первую барабанную установку он собрал деньги, работая подносчиком клюшек в местном гольф-клубе, и в 11 лет сформировал джаз-банд Three Jacks and a Jill. Эта группа играла на школьных вечеринках, а позже и в заведениях для взрослой публики.
В 1950 году Колграсс поступил в Иллинойсский университет по классу ударных инструментов, но вскоре репертуар, который играл университетский джаз-банд, стал для него скучным, и по совету преподавателя он перевёлся на отделение композиции. Там он учился у композитора Юджина Вейгеля. Первое же его самостоятельное произведение, композиция для ударных «Three Brothers», созданное в 1951 году, было одобрено одним из ведущих американских композиторов Джоном Кейджем и продолжало исполняться вплоть до XXI века. В последний год учёбы в университете Колграсс также брал уроки композиторского мастерства у Дариюса Мийо и Лукаса Фосса.
Окончив учёбу в 1954 году, Колграсс 21 месяц служил литавристом в симфоническом оркестре 7-й армии в Штутгарте. Вернувшись в США, он в 1956 году осел в Нью-Йорке, где в следующие 11 лет жизни работал ударником на контрактной основе и продолжал писать музыку. Среди коллективов, с которыми выступал Колграсс, был Нью-Йоркский филармонический оркестр, он также играл с Американским театром балета, с оркестром Стравинского, записывавшего свои произведения для лейбла Columbia Records, и с Диззи Гиллеспи. Он также лично исполнял соло на ударных на премьерных исполнениях своих собственных произведений — «Variations for Four Drums and Viola» (с Эмануэлем Варди, исполнявшим партию альта), «Fantasy Variations» для ударника соло и ударного секстета в Карнеги-холле, «Rhapsodic Fantasy for Fifteen Drums and Orchestra» (с оркестром Датского радио) и других.
Колграсс продолжал выступать с музыкальными коллективами как ударник до 1967 года, к этому времени достаточно зарекомендовав себя как композитор, чтобы сосредоточить работу именно в этой области. В 1964 году он получил Гуггенхаймовскую стипендию и отправился работать в Копенгаген. Там на записи он познакомился с датской журналисткой Уллой Дамгаард, которая в 1966 году вышла за него замуж; в этом браке родился сын Нил. В конце 1960-х годов Колграсс совершенствовал своё композиторское мастерство, работая с Уоллингфордом Риггером (1968) и Беном Уэбером (с 1968 по 1970).
В 1974 году Майкл и Улла решили расстаться с Нью-Йорком и перебрались в Торонто, передачу о котором увидели по телевизору. В Канаде Колграсс продолжал писать музыку по заказу американских коллективов, включая Нью-Йоркский филармонический, Бостонский и Детройтский симфонические оркестры и Общество камерной музыки Линкольн-центра, а также активно работал с канадскими оркестрами, в том числе Торонтским симфоническим, оркестром Радио CBC и оркестром Национального центра искусств. Среди других заказчиков Колграсса был Брайтонский фестиваль в Англии. В 1978 году его композиция «Deja Vu», написанная для Нью-Йоркского симфонического оркестра, была удостоена Пулитцеровской премии за выдающееся музыкальное произведение, а в 1982 году документальный фильм «Soundings: The Music of Michael Colgrass» компании PBS получил премию «Эмми». Композиция «Winds of Nagual» для духового ансамбля завоевала первые призы на двух конкурсах в США в 1985 году, а в 1988 году Колграсс стал лауреатом премии Жюля Леже в области современной камерной музыки за произведение «Strangers: Irreconcilable Variations for Clarinet, Viola and Piano». Он также был лауреатом премии имени Фромма и премии Фонда Форда. В целом даже после переезда в Торонто он оставался более популярен в США, чем в Канаде — по словам его жены, «в США он Супермен, а в Канаде он Кларк Кент».
Колграсс был автором постоянной колонки «Кстати, о музыке» (англ. Speaking of Music) в издании Music Magazine, которое с 1978 по 1987 год редактировала его жена Улла. На протяжении четверти века он вёл мастер-классы по исполнительскому мастерству, в которых совмещал физическую подготовку по методике Гротовского, пантомиму, танец и нейролингвистическое программирование. Его методология подробно излагается в его книге «Мои уроки с Куми» (англ. My Lessons with Kumi - How I Learned to Perform with Confidence in Life and Work). Колграсс также разработал методику «глубокого слушания» (англ. Deep Listening), использующую гипноз для усиления удовольствия при прослушивании музыки, и методику интуитивной нотной записи, используемую при обучении детей композиции в Торонто и Новой Шотландии. В 2010 году вышли в свет его мемуары «Приключения американского композитора».
В последние годы жизни Колграсс страдал от плоскоклеточной карциномы — разновидности рака кожи. Он умер в Торонто летом 2019 года в возрасте 87 лет.

## Творческое наследие
Произведения Майкла Колграсса отличает необычный, причудливый стиль, сочетающий элементы классической и джазовой музыки; влияние этих двух жанров испытывала музыка Третьего потока, популярная в годы, когда Колграсс начинал свою композиторскую карьеру. Джазовый характер, в частности, отличает партии духовых в композиции «Déjà Vu», получившей Пулитцеровскую премию. Колграсс широко использовал в своём творчестве серийную технику, в частности додекафонию, а также диссонансы в стиле Айвза; в других его произведениях («Concertmasters», «Letter to Mozart») используются цитаты из композиторов-классиков в модернистской обработке.
Хотя основная масса произведений Колграсса написана для оркестра или духового ансамбля, в его наследии встречаются композиции в практически всех жанрах классической музыки. Среди его произведений — камерный мюзикл «Сон Верджила» (англ. Virgil's Dream, 1967), джазовая комическая опера «Корпорация „Соловей“» (англ. Nightingale, Inc., 1971) и детский мюзикл «Что-то должно случиться» (англ. Something's Gonna Happen, 1978), сочинения для фортепиано (датируемые началом 1980-х годов) и голоса или хора. В общей сложности более 30 произведений Колграсса опубликованы такими издательствами как Carl Fischer Music, G. Schirmer, MCA и Plymouth Music. Произведения Колграсса записывали лейблы MGM Records («Variations for Four Drums and Viola»), Urania («Three Brothers») и Period Records («Percussion Music»).